# Bahía de Okains
La bahía de Okains es un asentamiento, una playa y una bahía en la península de Banks, en la Isla Sur de Nueva Zelanda.
Se encuentra a unos 10 kilómetros de la principal ciudad de la península de Banks, Akaroa. Está a 86 km (90 minutos en coche) de Christchurch. La playa de arena es muy popular entre los turistas y tiene un estuario que desemboca en la bahía. En el propio asentamiento se encuentra el Museo Maorí y Colonial de Okains Bay. Hay un camping en la playa, cerca del estuario. La playa suele estar desierta y hay una gran cueva para explorar en un extremo.

## Asentamiento maorí
La bahía de Okains se conoce como Kawatea en maorí. Es importante para los Ngai Tahu porque un rangatira o jefe llamado Moki estableció aquí su Pa o asentamiento cuando los Ngai Tahu emigraron a Canterbury. La bahía de Okains ha sido reconocida como el primer lugar de desembarco de los Ngai Tahu en la península de Banks. La datación por carbono de los artefactos sugiere que los maoríes estaban presentes en la bahía de Okains en el año 1300.

## Asentamiento europeo
La bahía de Okains obtuvo su nombre europeo de un capitán Hamilton que, cuando pasaba navegando, leía un libro escrito por Okain (O'Kane), un naturalista irlandés. Fue colonizada por primera vez por europeos alrededor de 1850. En septiembre de 1850, la Asociación Canterbury vendió las primeras secciones de tierra a los primeros colonos europeos. Debido a la falta de carreteras, el transporte hacia y desde Lyttelton (a 21 millas de distancia) se realizaba en un barco de vapor, que paraba en el camino en Little Akaloa.
El aserradero principal comenzó a funcionar en 1874. En la actualidad es una nave de esquilado. La madera se trasladaba mediante una línea de carros hasta el primer muelle, situado en el centro de la playa. La fábrica de quesos abrió en 1894 y cerró en 1968.
Se construyeron tres muelles diferentes en distintas épocas para alojar a los barcos que atracaban en la bahía de Okains. Se utilizaban para el transporte de ganado, carne, lana, madera, semillas de hierba, productos lácteos, provisiones y personas. Los dos primeros muelles quedaron inutilizados debido al movimiento de la arena que los rodeaba. El tercer muelle se cerró y se demolió en 1964 y su madera se utilizó para reparar puentes de carretera en 1964.

## Datos demográficos
La Bahía de Okains forma parte del área estadística de Eastern Bays-Banks Peninsula.
El área estadística de Eastern Bays-Banks Peninsula, que también incluye a Purau, abarca 368,25 km2. Tenía una población estimada de 630 habitantes en junio de 2021, con una densidad de población de 1,7 personas por km2.
La península de Eastern Bays-Banks tenía una población de 615 habitantes en el censo de Nueva Zelanda de 2018, lo que supone un descenso de 39 personas (-6,0%) desde el censo de 2013, y un aumento de 9 personas (1,5%) desde el censo de 2006. Había 258 hogares. Había 306 hombres y 309 mujeres, lo que da una proporción de sexo de 0,99 hombres por mujer. La edad media era de 50,7 años (frente a 37,4 años a nivel nacional), con 108 personas (17,6%) menores de 15 años, 48 (7,8%) de 15 a 29 años, 336 (54,6%) de 30 a 64 años y 123 (20,0%) de 65 años o más.
Las etnias eran el 95,1% de europeos/Pākehā, el 12,2% de maoríes, el 1,5% de pueblos del Pacífico y el 1,5% de otras etnias (los totales suman más del 100%, ya que las personas podían identificarse con varias etnias).
La proporción de personas nacidas en el extranjero era del 19,5%, en comparación con el 27,1% a nivel nacional.
Aunque algunas personas se opusieron a dar su religión, el 51,7% no tenía religión, el 37,6% era cristiano, el 0,5% era musulmán, el 0,5% era budista y el 3,4% tenía otras religiones.
De los mayores de 15 años, 141 (27,8%) personas tenían un título universitario o superior, y 60 (11,8%) no tenían ninguna cualificación formal. La mediana de los ingresos era de 31.300 dólares, frente a los 31.800 dólares a nivel nacional. La situación laboral de los mayores de 15 años era que 258 (50,9%) personas estaban empleadas a tiempo completo, 117 (23,1%) a tiempo parcial y 6 (1,2%) estaban desempleadas.

## Edificios notables
- Museo Maorí y Colonial

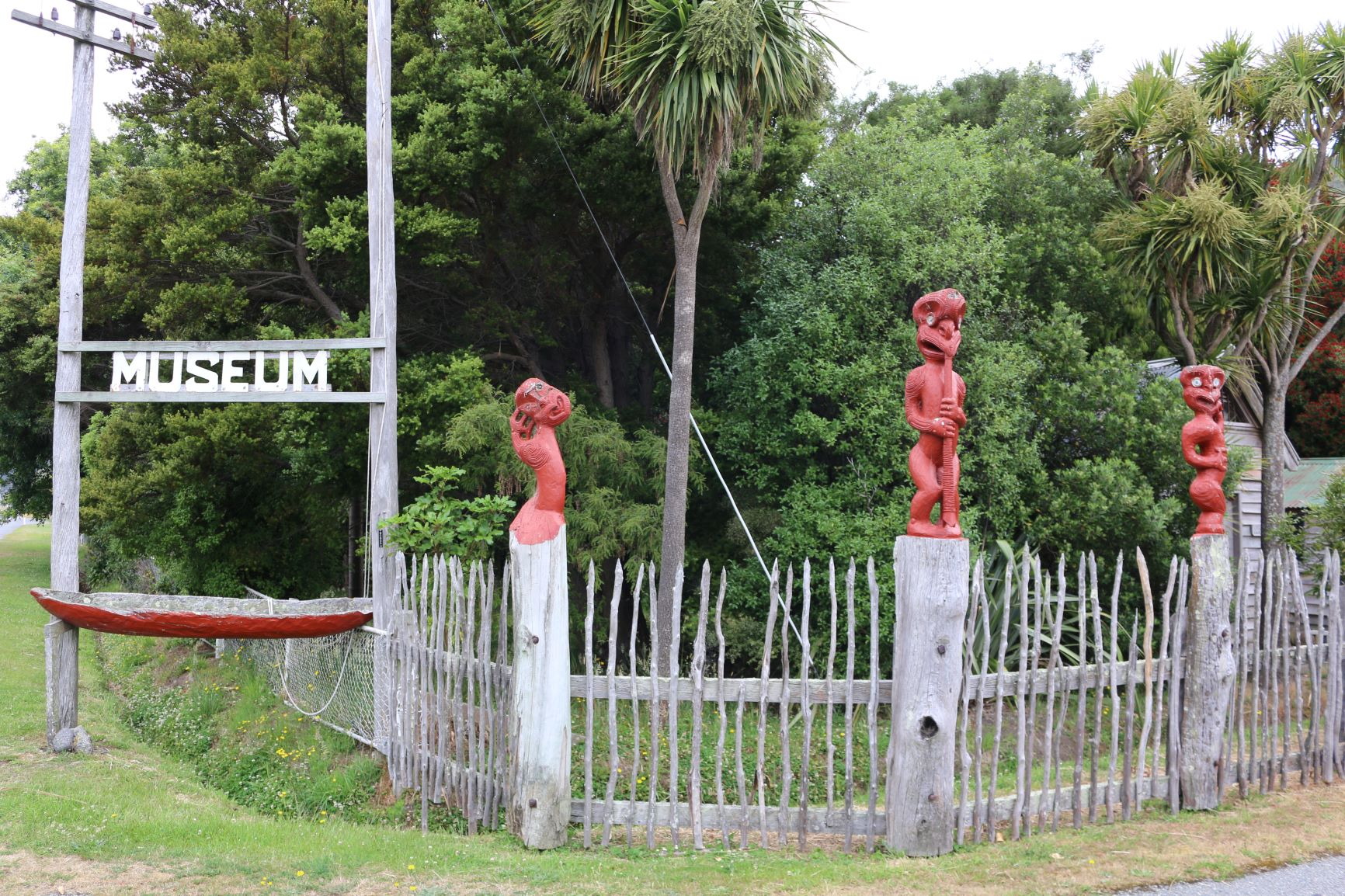
Museo de la bahía de Okains (diciembre de 2020)

Originalmente una fábrica de queso, el museo se desarrolló gracias al entusiasmo y la colección de Murray Thacker, un residente local que pasó su infancia recogiendo taonga maorí de las playas locales. La colección incluye tiki, equipos de pesca, herramientas, armas y capas, y es de importancia nacional.
- Marae Tini Arapata

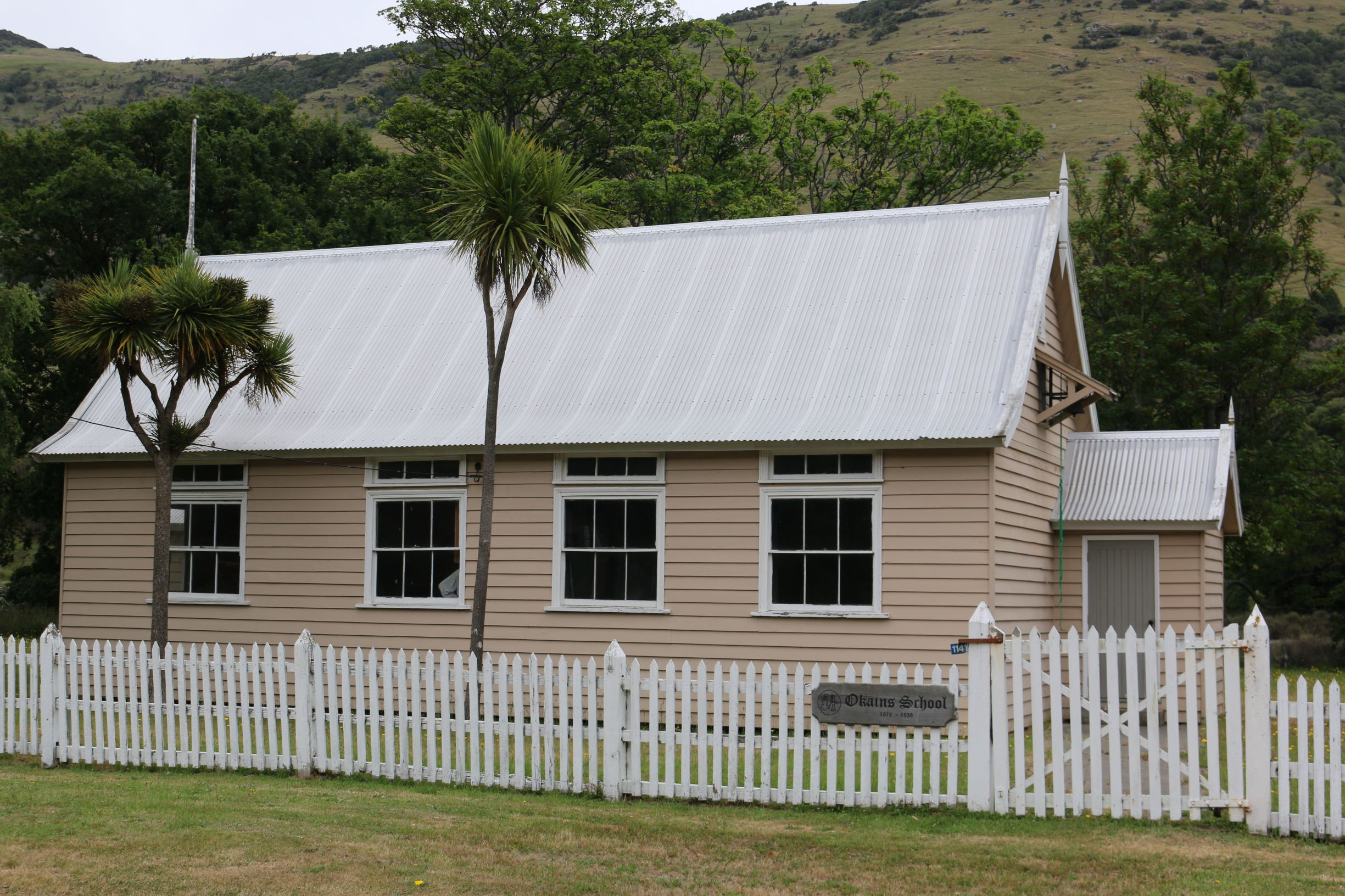
Edificio de la escuela de Okains Bay (diciembre de 2020)

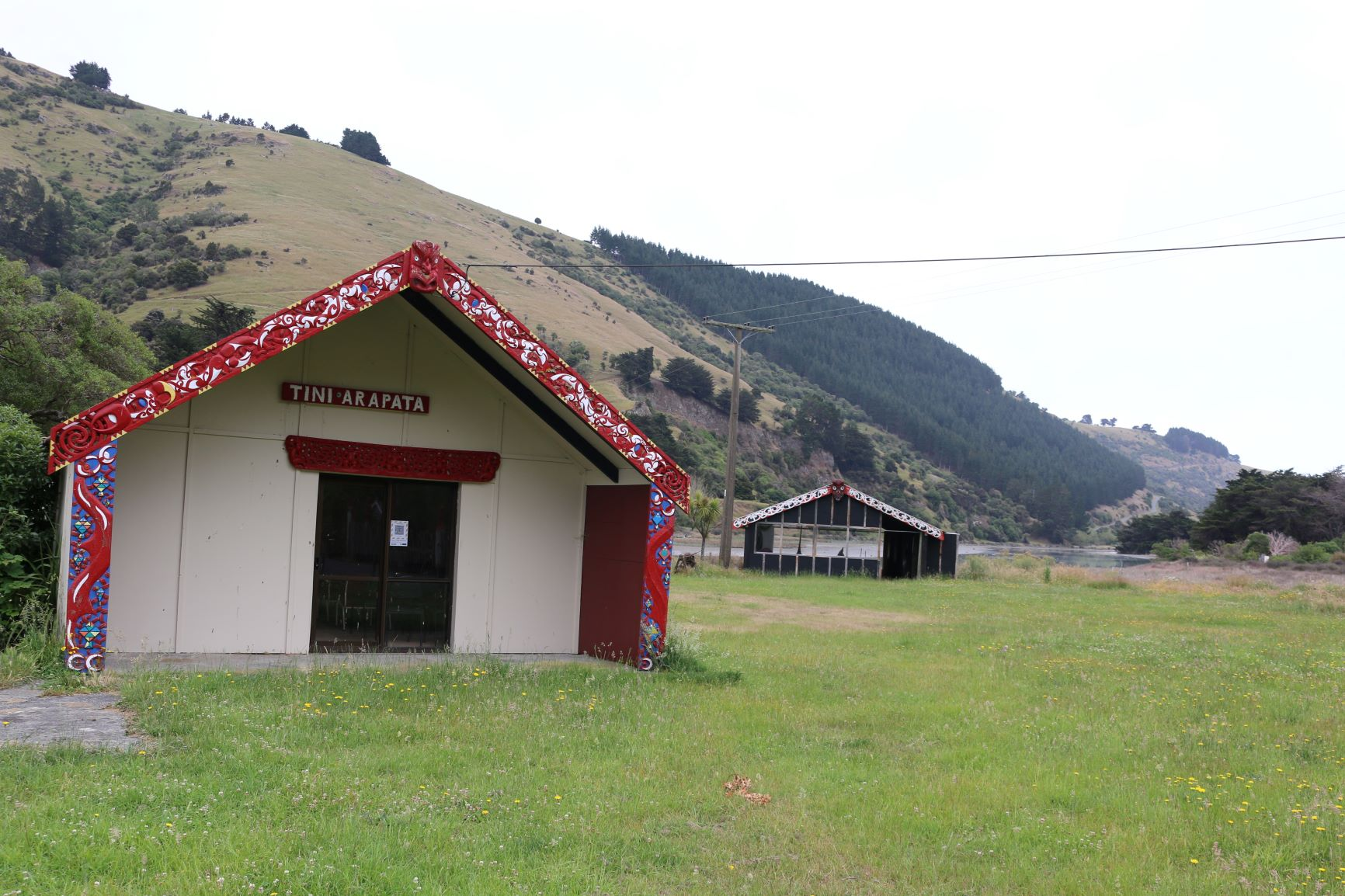
Marae Tini Arapata, Bahía de Okains. (Diciembre de 2020)

El marae Tini Arapata fue nombrado por la tía Jane Manahi en honor a su madre Tini Arapata Horau.
- Escuela de Okains

El edificio original de la escuela de Okains Bay. Se construyó en 1872 y se utilizó hasta 1938.
- Estación de servicio

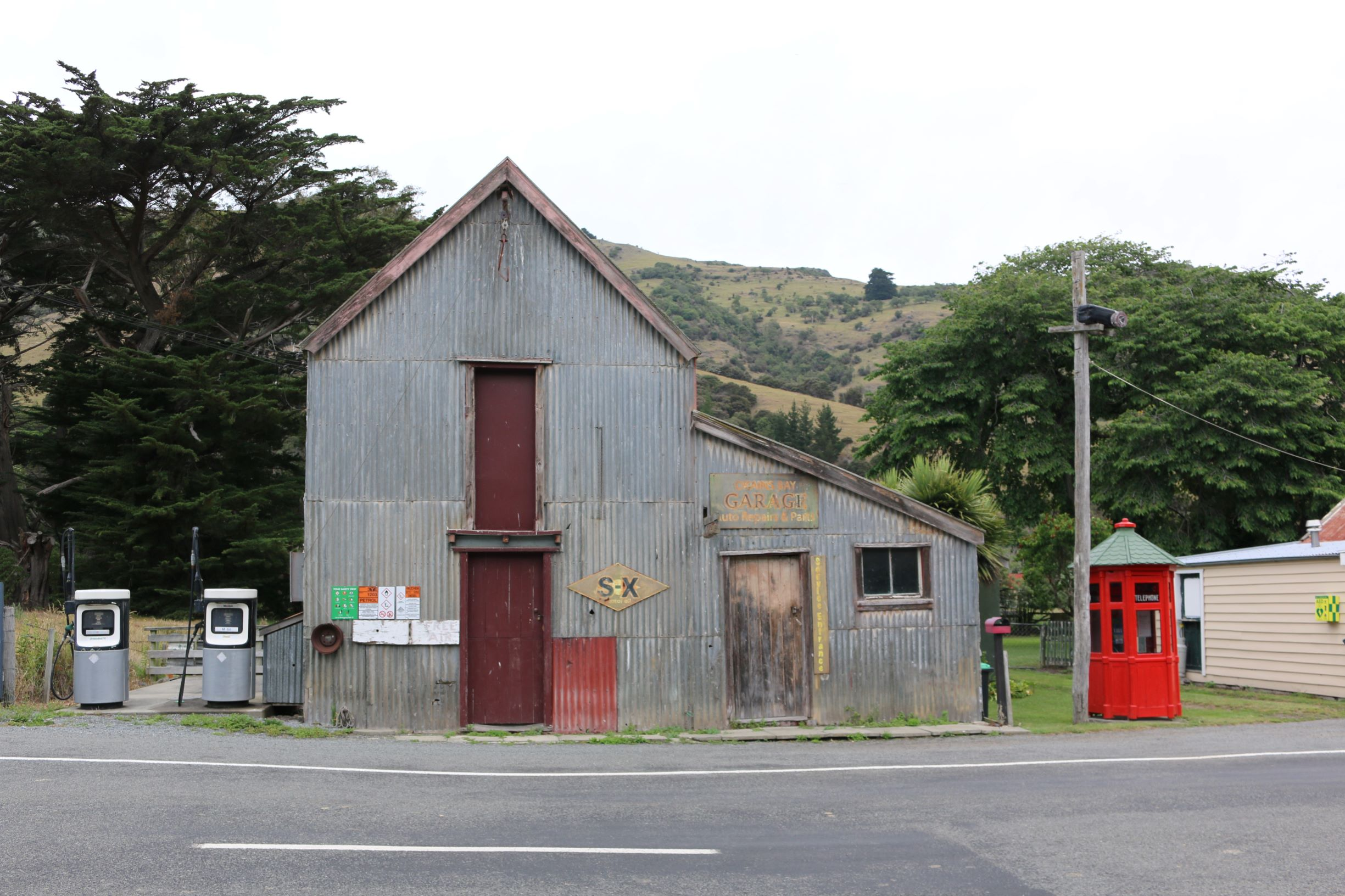
La rústica gasolinera de Okains Bay (diciembre de 2020)

- Tienda y oficina de correos de la bahía de Okains

La tienda y la oficina de correos se construyeron en 1873.
- Biblioteca

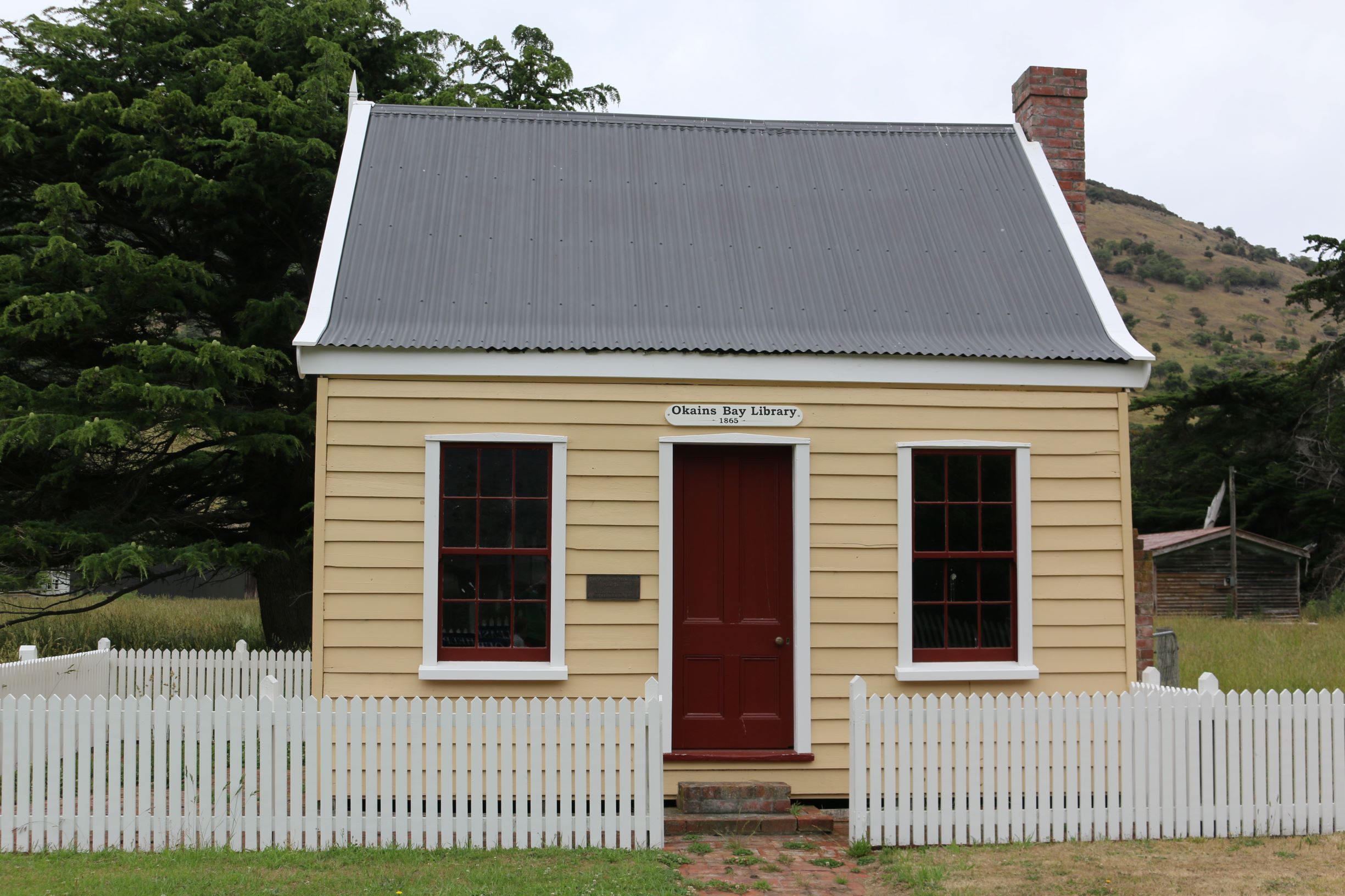
La biblioteca de la bahía de Okains

La iblioteca fue construida en 1865.
- Iglesia anglicana de San Juan Evangelista

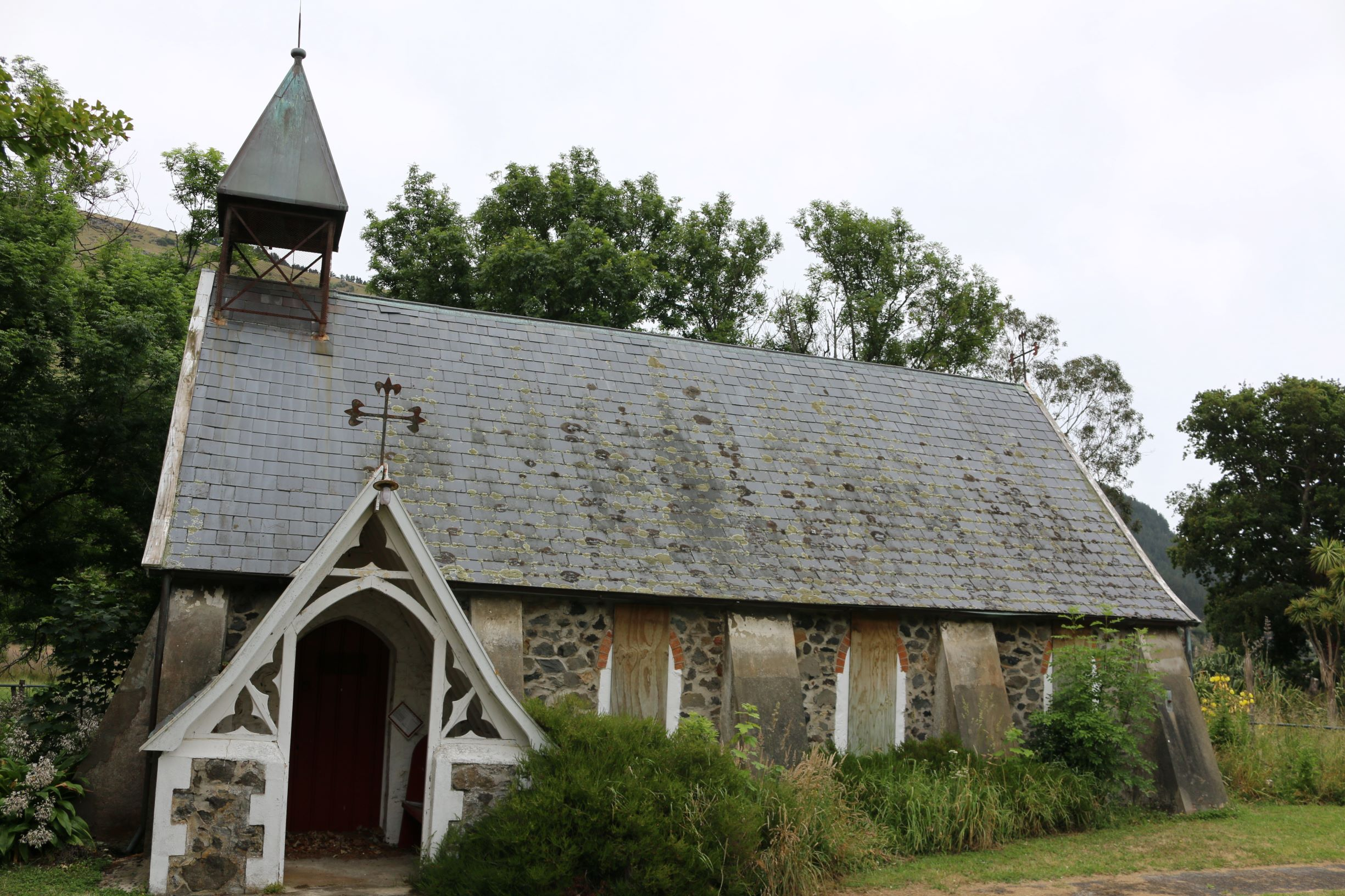
Iglesia anglicana de San Juan Evangelista (diciembre de 2020)

La iglesia se terminó en junio de 1863. El coste total fue de 554 libras, nueve chelines y ocho peniques. Fue construida por el Sr. Morey, un cantero. La piedra y la madera se obtuvieron localmente y el techo de pizarra y las vidrieras se obtuvieron de Inglaterra.
En 1884 se compró el órgano a la iglesia de San Bernabé de Fendalton. La campana de la iglesia fue donada por el vicario en 1912. En 1955 se gastaron 400 libras en volver a colocar los puntos de la piedra y en otras reparaciones. El suelo comenzó a desmoronarse en 1959 debido a la podredumbre seca. Se colocó un suelo de hormigón.La iglesia era en 2020 la segunda iglesia de piedra en pie más antigua de la diócesis de Christchurch. Resultó gravemente dañada por los terremotos de Canterbury de 2010 y 2011.